# 에드워드 헨리 포타스트

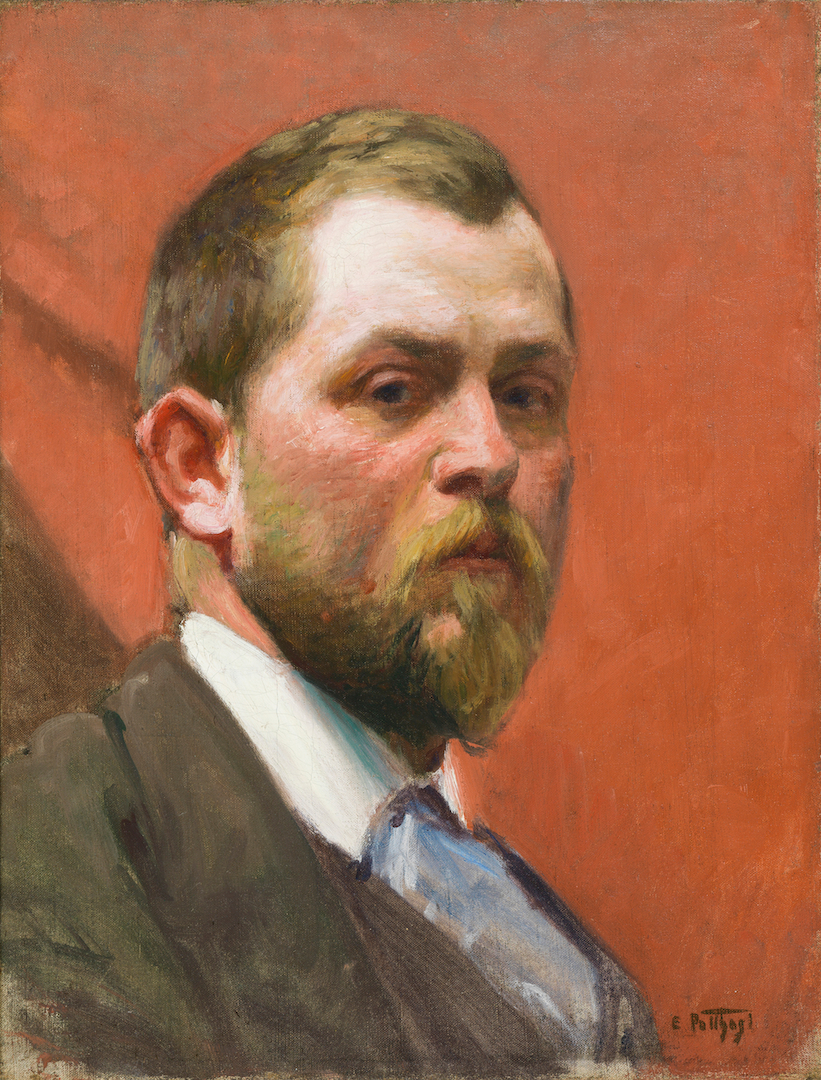
포타스트의 자화상 (1920~27년 경)

에드워드 헨리 포타스트(Edward Henry Potthast, 1857년 6월 10일 ~ 1927년 3월 9일)는 미국의 인상주의 작가이다. 센트럴 파크에서 여가를 보내는 사람들, 뉴욕과 잉글랜드의 해변의 사람들을 그려냈다.

## 생애
1857년 6월 10일 오하이오주 신시내티에서 Henry Ignatz Potthast와 Bernadine Scheiffers의 아들로 태어났다. 1870년을 기점으로 신시내티의 맥미켄 스쿨에서 공부했으며 1872년 스트로브리지 리토그래피 컴퍼니에서 일을 하기 시작했다.
39세까지 포타스트는 석판 화가로서의 삶을 살았다.

## 갤러리

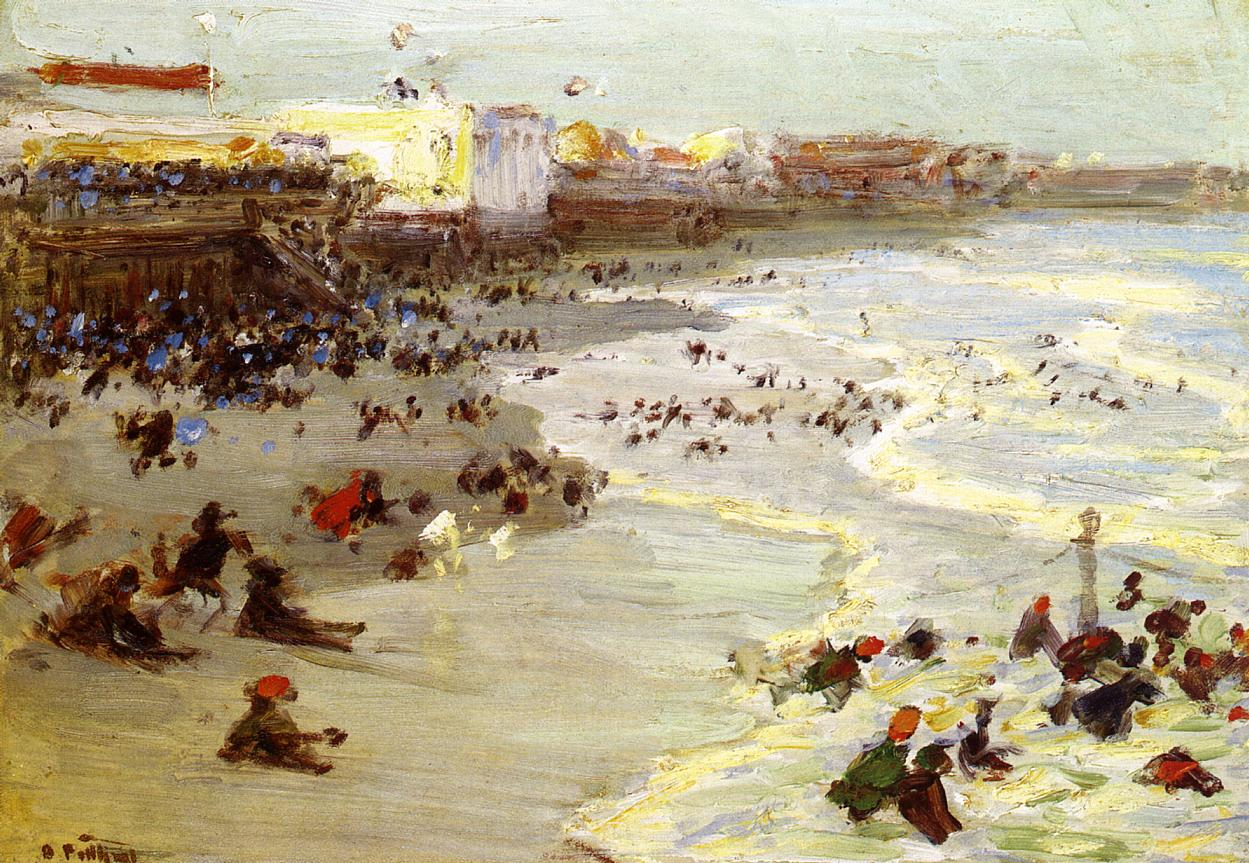
Edward Henry Potthast Coney Island, c. 1914
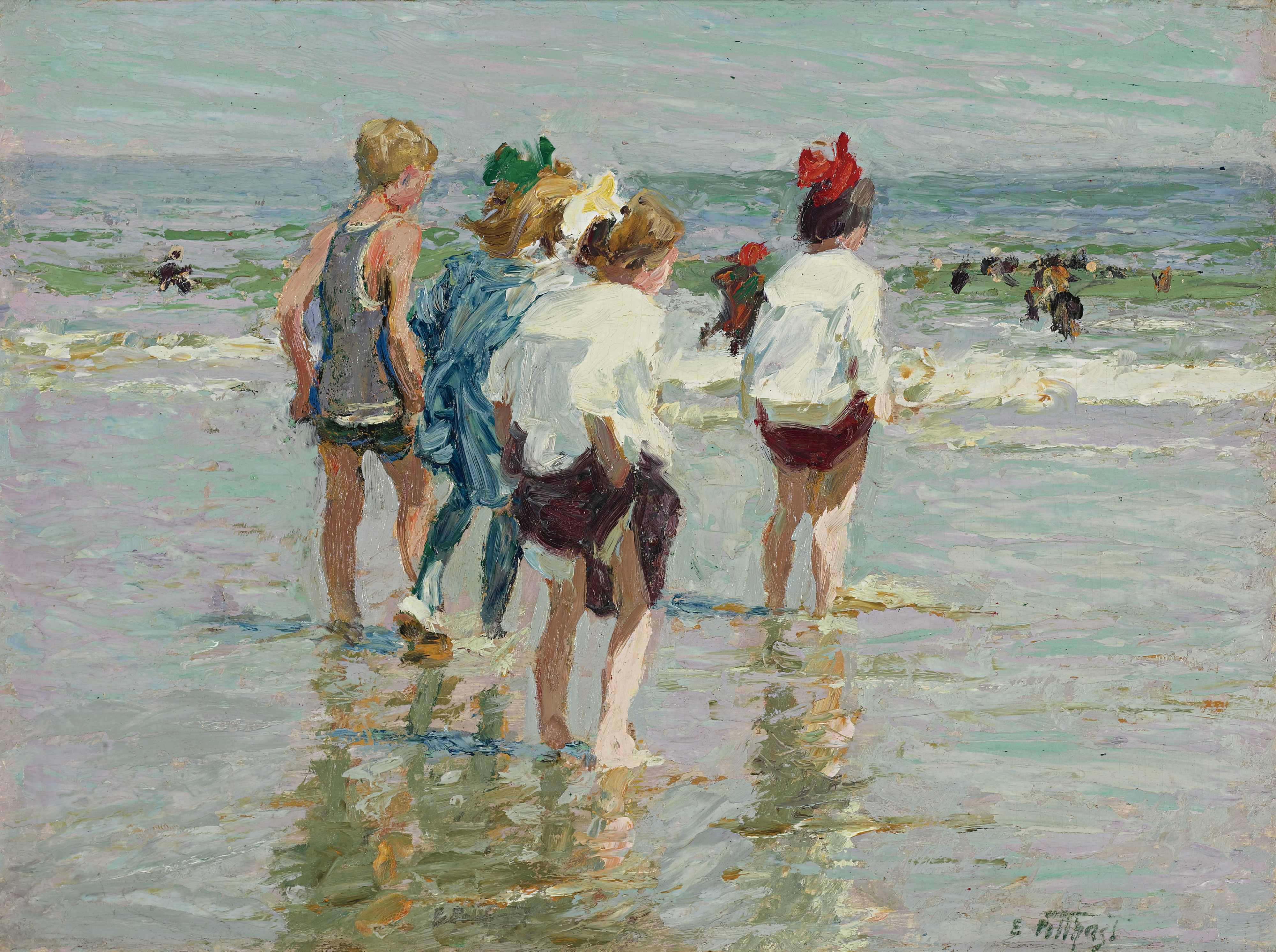
Edward Henry Potthast Summer day, Brighton Beach
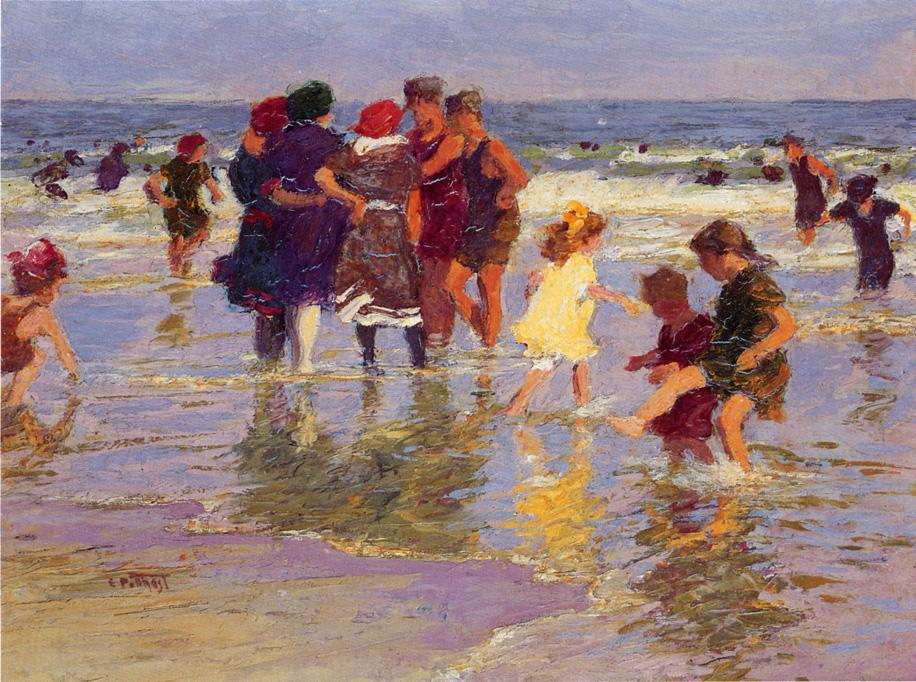
Edward Henry Potthast A July Day, oil, 1914
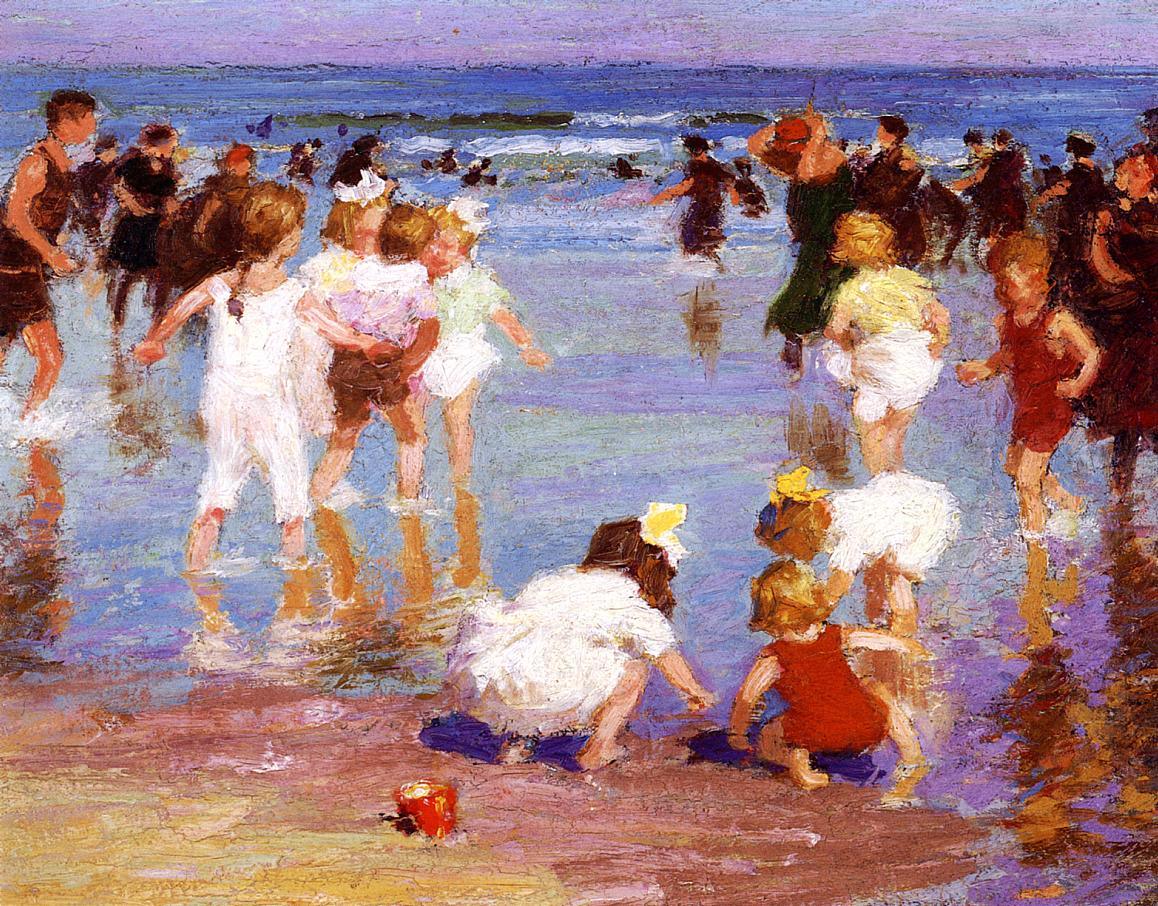
Edward Henry Potthast Happy Days, oil on panel, c. 1910–1920